# Дадиани, Григорий Леванович
Григо́рий Лева́нович Дадиа́ни (Дадиан, Дадианов) (6 октября 1814 — 24 декабря 1901) — князь, русский генерал, участник Крымской войны, Кавказской войны и русско-турецкая войны 1877—1878 годов, регент Мегрелии при малолетнем племяннике, поэт.

## Происхождение
Второй сын владетельного князя Мегрелии генерал-лейтенанта князя Леван V Дадиани и княжны Марты Церетели. Младший брат владетельного князя, генерал-майора Давида I Дадиани и старший брат генерала от кавалерии Константина Дадиани.

## Биография

князь Григорий Дадиани

В 1828 году зачислен в Пажеский корпус.

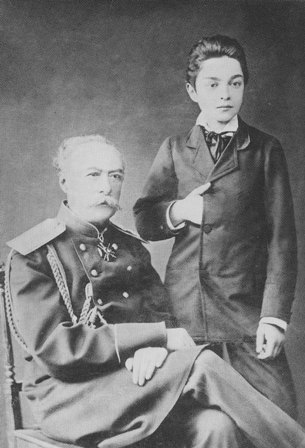
Григорий Дадиани с племянником Григорием Константиновичем Дадиани

В 1829 году участвовал в походе на Аджарию и за отличие в сражении пожалован в прапорщики с зачислением в лейб-гвардии Казачий полк.
До 1833 года состоял при отце, Владетельном князе Мегрелии. В 1834 году произведён в поручики и переведён в лейб-гвардии Гренадерский полк, где дослужился до капитана (1839). В 1844 году произведён в полковники с переводом в лейб-гвардии Преображенский полк, но продолжал служить на Кавказе. 19 января 1854 года произведён в генерал-майоры.
Во время Крымской войны в 1855—1856 годах командовал в Мегрелии и Гурии милицией, успешно действовавшей против турок под командованием Омера Лютфи-паши.
В 1857 году зачислен в Свиту Его Величества. В 1856—1857 годах управлял вместе с братом Константином Мегрелией в составе регентского совета, при малолетнем Владетеле Николае Давидовиче.
В 1858—1859 годах командовал 1-й бригадой Кавказской гренадерской дивизии, затем назначен состоять для особых поручений при главнокомандующем Кавказской армии (4 марта 1859 года). Участвовал в Кавказской войне, в том числе во взятии аула Гуниб и пленении имама Шамиля (25 августа 1859 года). За отличие в делах против горцев произведён в 1860 году в генерал-лейтенанты.
В 1880 году произведён в генерал-адъютанты а в 1883 году в генералы от инфантерии.
Князь Григорий Леванович враждовал со своей невесткой, правительницей Екатериной Александровной. Его интриги против неё вызвали крестьянское восстание 1857 года под предводительством сельского кузница Уты Микава, для подавления восстания в княжество были введены русские войска, что послужило одной из причин потери в конечном итоге самостоятельности Мегрелии.
Григорий Дадиани, под псевдонимом Колхидели писал стихи, подражая Григолу Орбелиани.

### Семья
Жена (с 21 января 1845 года) — княжна Тереза Гуриели (1825—24.03.1871), дочь генерал-майора, Владетельного князя Гурии Мамии V Гуриели и княжны Софьи Георгиевны Цулукидзе. Рано оставшись круглой сиротой, была помещена в Смольный монастырь, где и получила образование. По окончании курса в 1842 году она осталась в институте и проживала там на особом положении, в отдельной комнате и с личной прислугой. Получив придворный шифр, сначала стать фрейлиной отказалась, чем шокировала окружающих. По словам современницы, княжна Тереза была «замечательно хороша — обычною, тяжелой грузинской красотою: белая, крупная, с большими миндалевидными глазами, при этом она отличалась каким-то властным, доминирующим голосом и гомерическим хохотом, раскаты которого были хорошо знакомы всему Смольному «монастырю». Портила её лишь излишняя полнота, отчего она ходила переваливаясь как уточка». Её необыкновенная влюбчивость заставила поволноваться весь двор. Тогда за дело взялась сама императрица и сосватала ее за князя Дадиани. Бракосочетание состоялось в придворной церкви, и император был посаженным отцом.
После замужества вместе с супругом переселилась в Кутаиси, где занималась благотворительностью и состояла во главе многих богоугодных заведений на Кавказе. В 1861 году, во время посещения Императором Кутаиси княгиня Тереза была пожалована орденом Святой Екатерины малого креста, награда эта была ей вручена Государем лично. Скончалась она на 47-м году жизни, после продолжительной болезни. Тело её было отвезено в Мегрелию и захоронено в родовой усыпальнице мегрельских Владетелей, в Мартвильском монастыре.
Детей не было.

## Воинские звания
- Корнет (12.03.1830)[4]
- Поручик (28.01.1834)
- Штабс-капитан (26.08.1837)
- Капитан (26.03.1839)
- Полковник (29.01.1844)
- Генерал-майор (19.01.1854)
- Генерал-лейтенант (28.01.1860)
- Генерал-адъютант (1880)
- Генерал от инфантерии (15.05.1883)

## Награды
российские:
- Орден Святого Станислава 3 ст. (1843)
- Орден Святой Анны 2 ст. с мечами (1849)
- Орден Святого Станислава 1 ст. с мечами (1854)
- Орден Святого Владимира 3 ст. с мечами (1856)
- Орден Святой Анны 1 ст. с мечами (1859)
- Императорская корона к Ордену Святой Анны 1 ст. (1860)
- Орден Святого Владимира 2 ст. с мечами (1864)
- Орден Белого Орла (1867)
- Знак отличия за XL лет беспорочной службы (1877)
- Орден Святого Александра Невского с мечами (1878)
- Бриллиантовые знаки к Ордену Святого Александра Невского (1888)
- Знак отличия за LX лет беспорочной службы (1895)